# Грецька історія (Ксенофонт)

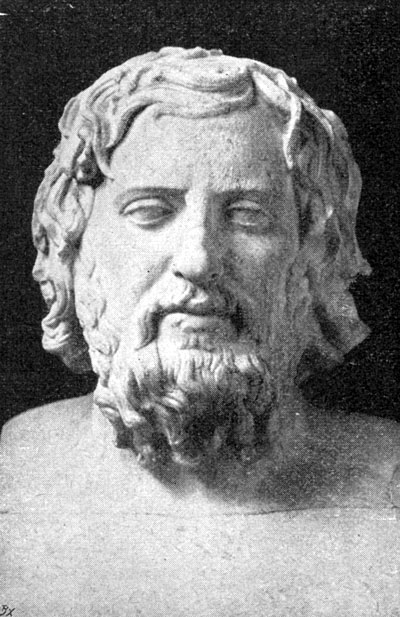
Ксенофонт

Грецька історія або Елленіка (дав.-гр. Ἑλληνικά ) — твір давньогрецького письменника і історика афінського походження, полководця і політичного діяча Ксенофонта.

## Опис
Поділяється на дві частини.
Перша частина складається з двох книг, у яких описано останні шість років Пелопоннеської війни. Ксенофонт починає оповідь з історичних подій, не описаних в «Історії Пелопоннеської війни» грецького історика Фукідіда. Імовірно, написана в елідському місті Скіллунті.
Друга частина складається з п'яти книг. Містить опис подій давньогрецької історії від закінчення Пелопоннеської війни до битви при Мантинеї в 362 р до н. е. Події в книзі групуються не хронологічно, а за їх взаємозв'язком.
Написана Ксенофонтом незадовго до смерті .